# 清田育宏
清田 育宏（きよた いくひろ、1986年2月11日 - ）は、千葉県鎌ケ谷市出身の元プロ野球選手（外野手）、野球指導者、野球解説者。右投右打。

## 経歴

### プロ入り前
父の実家は鎌ケ谷市の名産である梨の農家。市立柏高時代は投手で、球速は最速で140km/h前半。制球も良く、スカウトから注目されていたが、東洋大学へ進学。野球部でも投手を務めたが、大学3年間のプレー成績が不安定だったことから野手へ転向。4年春には打順4番で3本塁打・14打点の打撃成績を残しベストナインに輝いた。リーグ通算37試合122打数31安打22打点5本塁打11盗塁、打率.254。投手で1試合に登板。2007年の大学4年時に東都大学リーグ戦を連覇。大学同期に大場翔太投手がいる。
大学卒業後はNTT東日本に入社した。野球部では都市対抗野球大会に入社1年目の2008年に第79回、翌2009年に第80回と2年連続出場。特に第79回はJR東日本の補強選手として出場、この時後にチームメイトとなる木村雄太（東京ガスから補強）とも一緒にプレーしている。
2009年のプロ野球ドラフト会議にて、地元の千葉ロッテマリーンズから4位指名を受けた。また、清田と同い年の右打ち外野手である荻野貴司が1位指名を受けたこともあってロッテへの入団にためらいはあったものの、1位と同等の年俸と背番号1を用意され無事入団にこぎつけた。

### プロ入り後

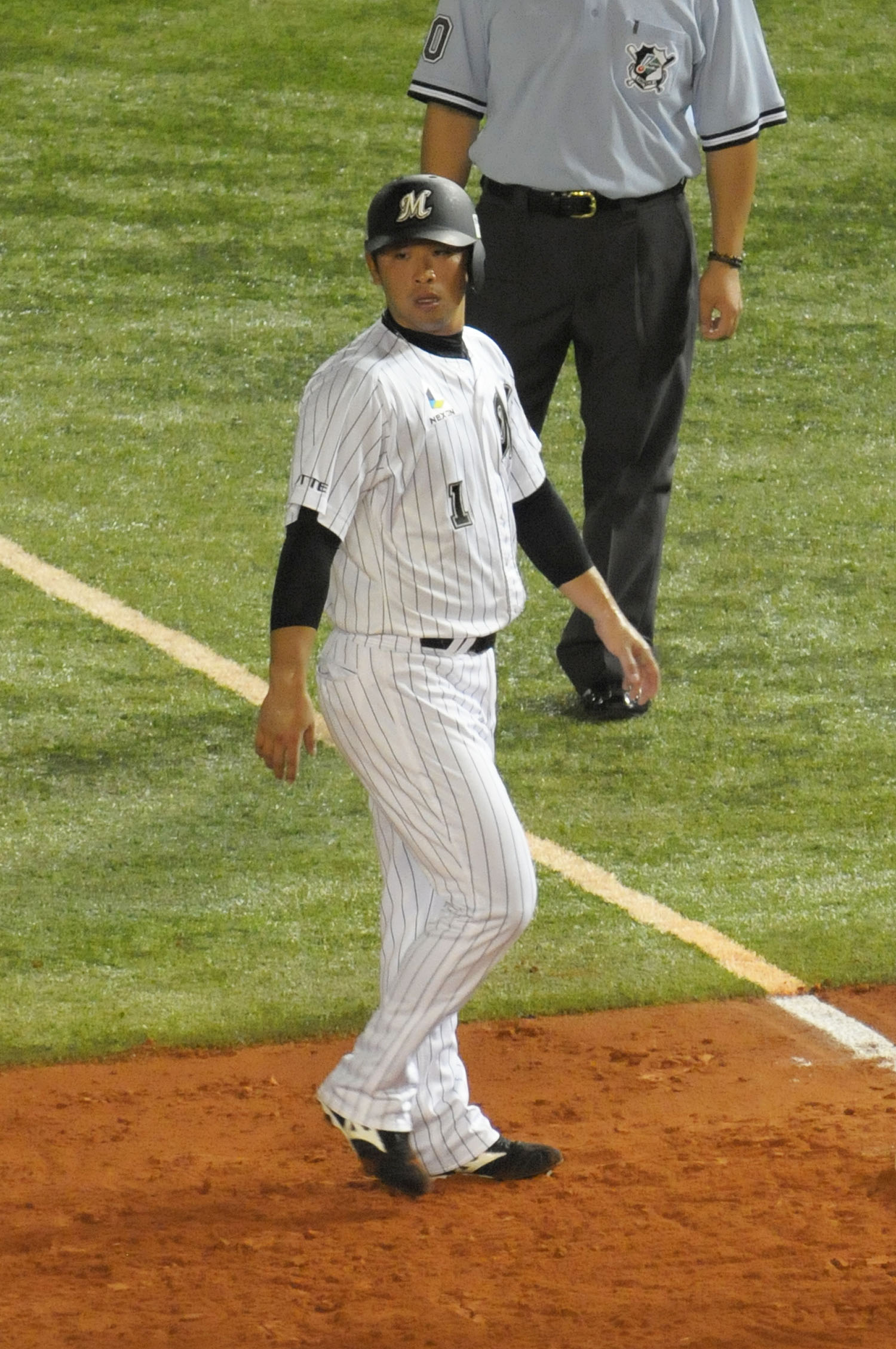
2011年8月6日、QVCマリンフィールドにて

2010年は、春季キャンプで左脇腹を痛め、開幕は二軍で迎えたが、5月に右膝を負傷した荻野貴と入れ替わりに一軍に昇格。5月24日の阪神タイガース戦（阪神甲子園球場）で福浦和也の代走としてプロ初出場を果たすと、同26日の広島東洋カープ戦（千葉マリンスタジアム）で、ソリアーノからプロ初安打を放つ。8月4日の東北楽天ゴールデンイーグルス戦（クリネックススタジアム宮城）でプロ初本塁打を放つと、その後は先発出場する機会も増え、最終的に64試合に出場。打率.290、2本塁打、18打点という成績を残した。クライマックスシリーズファイナルステージ第2戦では、和田毅から本塁打を放った。パ・リーグの新人選手がプレーオフで本塁打を放ったのは清田が初めてとなった。さらに第5戦でも森福允彦から本塁打を放った。新人選手がポストシーズンで複数の本塁打を放ったのは読売ジャイアンツの長嶋茂雄、原辰徳、仁志敏久以来、4人目であり、パ・リーグでは初となった。中日ドラゴンズとの日本シリーズ第1戦では、吉見一起から、1958年の長嶋以来52年ぶりとなる、新人の初戦本塁打を放ち、一躍時の人になった。これでポストシーズン3本目の本塁打となり、長嶋、原、仁志の2本を超え、新人記録を更新した。さらに第3戦では同点の4回に山井大介から3点適時三塁打を放ち、1986年の清原和博以来、24年ぶりとなる新人選手の日本シリーズでの勝利打点を記録。第5戦では中田賢一から2点適時打を放ち、岩下光一、原、上川誠二のもつ、日本シリーズでの新人打点記録の6打点に並んだ。最終的に全7試合にフル出場し30打数10安打1本塁打6打点の活躍を見せ、MVPこそ今江敏晃に譲ったものの、大学時代からのライバルである中日•大島洋平とともに優秀選手賞を獲得した。
2011年は、プロ入り後初の開幕一軍を果たしたが、中堅手のレギュラーの座を岡田幸文に奪われ、前半戦は伊志嶺翔大と、後半戦は角中勝也と併用される形で、主に右翼手として出場。6月1日の東京ヤクルトスワローズ戦（ZOZOマリンスタジアム）で死球を受け骨折し、途中離脱したこともあったが、前年を上回る72試合に出場し、打率.244、3本塁打、25打点という成績を残した。左投手相手には打率.330と強さを見せたが、右投手相手には打率.178とあまり打てなかった。また、本塁打は少なかったが規定打席未到達者の中ではトップタイ（リーグ14位タイ）の21二塁打を記録した。
2012年1月1日に高校時代の同級生と結婚した。2年連続の開幕一軍入りを果たし、3月30日に行われた楽天との開幕戦（日本製紙クリネックススタジアム宮城）に「1番・右翼手」として先発出場。自身初の開幕戦での先発出場となった。しかし、7月末までに65試合の出場で打率.232と低調で、8月初頭に出場選手登録を抹消された。1か月余りを二軍で過ごし、9月12日に一軍復帰したあとは.383の打率を残す等打撃も好調。シーズン最後の2試合では4番打者として起用された。最終的な打率を.281まで上げ、契約更改では400万円増の3000万円で更改した。
2013年は、故障防止のため10kgほど減量してシーズンに臨み、3年連続となる開幕一軍を果たした。3月29日に行われたオリックス・バファローズとの開幕戦（QVCマリン）では「7番・右翼手」で先発出場した。最終的に68試合の出場と前年よりも出場試合数を減らし、打率は.255だった。クライマックスシリーズでは、7試合で打率.313と活躍したが、チームはファイナルステージで敗退した。
2014年は、オープン戦で規定未満ながら打率.395と結果を残し、3月28日に行われた福岡ソフトバンクホークスとの開幕戦（福岡ヤフオク!ドーム）に「1番・中堅手」として先発出場。4月4日から6日の北海道日本ハムファイターズ戦にかけて3打席連続で本塁打を放つなど、序盤は長打力を発揮したものの、確実性を欠き、一軍と二軍を行き来するシーズンとなった。出場試合数はプロ入り後最少となる24試合に留まり、打率も.170と、2割を切った。しかし、この年に放った8安打のうち7安打が長打、内4安打が本塁打と、大器の片鱗を見せた。
2015年は、シーズン序盤は先発を外れることが多かったが、5月に入ると「1番・右翼手」に定着。この年は打席の中での立ち位置を心持ち本塁ベースから離れるようにし、追い込まれてからは足を上げずに打つノーステップ打法に変更。コンパクトに振りぬき内角にも対応できるようになったこともあり、5月9日の埼玉西武ライオンズ戦（QVCマリン）で猛打賞を記録してから、5月16日の楽天戦（Kスタ宮城）まで球団新記録となる4試合連続猛打賞、5月20日の西武戦（西武プリンスドーム）まで7試合連続マルチ安打、6月9日の中日ドラゴンズ戦（QVCマリン）まで23試合連続安打を記録。5月は24試合に出場し、打率.396、6本塁打で、2010年9月の西岡剛に次ぐ球団2位タイとなる月間40安打を放ち、一時は首位打者にも立った。6月12日の巨人戦（QVCマリン）ではバスターで決勝の本塁打を放つ離れ業を見せた。6月29日にはオールスターゲームに選手間投票で初選出され、7月17日の第1戦で菅野智之から一時勝ち越しとなる3点本塁打を放ち、敢闘選手賞を受賞した。7月16日には第1回WBSCプレミア12の日本代表第1次候補選手に選出されたことが発表された。オールスターゲーム以後は、主に「3番・右翼手」として起用された。8月7日のソフトバンク戦ではバンデンハークからプロ入り2回目となる危険球を顔面に受けて途中交代、そのまま病院へ直行し唇を4針縫ったが、翌日にはベンチ入り、翌々日には代打で出場しファンに元気な姿を見せた。9月10日に、第1回WBSCプレミア12の日本代表候補選手に選出されたことが発表された。9月22日の楽天戦（QVCマリン）で三塁へスライディングした際に背中を痛め、10月2日の楽天戦（QVCマリン）では守備でヘッドダイビングした際に右肩を痛め、翌日右肩関節捻挫と診断されるなど、シーズン終盤は満身創痍だった。それでも、最終的に130試合に出場（うち125試合に先発）して、自身初めての規定打席到達。リーグ4位となる打率.317、15本塁打、67打点を記録。特に打率はパ・リーグの右打者に限ればトップの記録となった。クライマックスシリーズファーストステージでは、第1戦で適時打と本塁打を放ち勝利に貢献すると、ファイナルステージ第1戦でも先制適時打を放ったが、日本シリーズ進出はならなかった。シーズンオフには、ベストナイン、ゴールデングラブ賞を初受賞し、飛躍のシーズンとなった。
2016年は、開幕前の2月15日に「侍ジャパン強化試合 日本 vs チャイニーズタイペイ」の日本代表26名に選出されたことが発表された。シーズンでは、3月25日に行われた日本ハムとの開幕戦に「3番・右翼手」として先発出場。その後も3番として起用されたが、調子が上がらず、6番や7番に降格したこともあった。3番に復帰した5月7日のオリックス戦（QVCマリン）では、同点弾に加え、プロ初のサヨナラヒットを放つ活躍を見せたが、5月以後も徐々に調子が上がらず、7月13日に一軍登録を抹消された。終盤に戻ってくると調子を上げてきたが、9月8日の西武戦で郭俊麟から、プロ3回目となる頭部死球を受け登録抹消。再び一軍に戻ってくると今度は9月21日の楽天戦で美馬学から、プロ入り後4回目となる頭部死球を受け、同じ月に二度頭部死球を受けるという事態が起きた。通算4度目の危険球は日本記録となった（当時）。最終的に、前年と同様、主に右翼手として106試合に出場（うち95試合に先発）したが、打率.225、6本塁打、38打点と前年から大きく成績を落としてしまい、規定打席にわずかに届かないなど、不本意なシーズンになってしまった。クライマックスシリーズファーストステージは2戦とも「1番・右翼手」として出場。第1戦目に千賀滉大、2戦目はバンデンハークからそれぞれ初回先頭打者本塁打を放ち、プレーオフ・日本シリーズ含め、ポストシーズン初の2試合連続初回先頭打者本塁打という記録を残した。しかしチームは敗れ、ファイナルステージ進出とはならなかった。シーズンオフの12月3日に、300万円ダウンの年俸5700万円で契約更改したが、その際、「納得いく打席が少ない、本当に苦しい1年でした」と述べている。
2017年は、5月14日の日本ハム戦（東京ドーム）でメンドーサからプロ入り後5回目となる頭部死球を受けた。5月26日のオリックス戦（ZOZOマリンスタジアム）では自身2度目となるサヨナラ打を、翌日の同カードでは先制打を放ち、2日連続でお立ち台に上がる活躍を見せることもあったが、好不調の波が激しく、シーズンを通して一軍と二軍を往復する日々が続き、79試合の出場で打率.203、3本塁打という結果に終わった。
2018年は、2月下旬に左ふくらはぎ肉離れで離脱したが、開幕4戦目から一軍に復帰。5月24日の日本ハム戦（ZOZOマリン）では、自身3度目となるサヨナラ打を放ち、月間サヨナラ賞を初受賞した。しかし、この年は岡大海がトレードで加入し、平沢大河が右翼手に挑戦したこともあり、後半戦は出場機会が減少。最終的に96試合で打率.226、2本塁打、27打点の成績を残した。
2019年は、オープン戦で打率.412の好成績を記録し、一軍で開幕を迎える。同じ外野手で前年ドラフト1位ルーキーの藤原恭大に経験を積ませるチーム方針もあり、シーズン序盤は代打での起用が主だったが、少ない機会で結果を残して徐々に先発出場の機会を増やし、「7番・右翼手」で先発出場した5月9日の西武戦（県営大宮）で3安打1打点と活躍し、勝利に貢献すると、これ以降はほぼレギュラーに定着。打率.340と調子を上げると、5月16日以降は不調だった中村奨吾に代わり、主に3番打者として起用された。5月21日のオリックス戦（京セラドーム大阪）から同25日のソフトバンク戦（ZOZOマリン）にかけて、チームの日本人選手では09年5月9日 - 13日の井口資仁（当時監督）以来10年ぶりとなる、4試合連続本塁打を記録。6月6日の阪神戦（ZOZOマリン）では1点ビハインドの9回裏二死二塁の場面でクローザーのドリスから同点適時打を放つなど、要所で活躍し打線を支えた。6月に調子を落とし、7月にはマーティンが加入したことにより、再び代打での出場が増えたが、7月28日の楽天戦（ZOZOマリン）で自身4度目のサヨナラ安打を放ち、8月6日のソフトバンク戦（ZOZOマリン）では、人生初となるサヨナラ本塁打を放った。このサヨナラ本塁打で、自身2度目の月間サヨナラ賞を受賞した。最終的にシーズンを通して1度も登録抹消されることなく一軍に帯同し、117試合に出場、打率.253、10本塁打、57打点を記録し、自身5年ぶりとなる2桁本塁打を達成した。
2020年は、角中勝也、菅野剛士らと併用される形で、主に左翼手として70試合に出場。打率.278、7本塁打、23打点という成績を残した。特に代打では、21試合の出場で、打率.500、2打点、出塁率は.619と、結果を残した。10月6日に新型コロナウイルスに感染したことで出場選手登録を抹消されたが、それ以外で登録抹消されることはなかった。新型コロナウイルス感染から復帰後は、10月23日のオリックス戦（京セラドーム）で5年ぶりとなる1試合2本塁打を放つなど、16試合で打率.333、4本塁打、7打点と好調で、シーズン最終盤の10月31日からは不振の安田尚憲に代わって4番として出場。翌11月1日の楽天戦（ZOZOマリン）では4番として初の本塁打を放ち、史上13人目の全打順本塁打を達成した。クライマックスシリーズでは、第1戦に「4番・指名打者」、第2戦に「3番・指名打者」として先発出場し、打率.375（8-3）と活躍したが、チームは共に敗戦し、日本シリーズ進出はならなかった。シーズンオフには、7月に獲得した海外FA権の行使を熟考していることが報じられたが、12月4日に残留することが発表された。同23日には翌年の契約交渉を行い保留したが、同27日に500万円減ながら2年契約の年俸6000万円でサインした（金額は推定）。
2021年は、1月7日に写真週刊誌FRIDAYにより不倫が報じられた。記事によると、2017年春の食事会にて知り合った女性と3年に及ぶ不倫関係にあり、2020年9月末からの札幌遠征に女性を同伴しロッテの選手らと同じ札幌のホテルで「お泊り密会」をしていたという。2020年シーズンは新型コロナウイルス感染防止のため球団が「部外者との会食禁止」との規則を設けており、清田はこれを破ったことになる。また、この札幌遠征の直後に球団内で新型コロナウイルスの集団感染が発生し、清田自身も感染した。しかし、球団の事情聴取に対して清田は女性を札幌遠征に同伴したことを隠し虚偽の報告をしたことがのちに発覚し、球団から無期限謹慎処分を受け、春季キャンプに参加できなかった。その後、4月30日に「5月1日付で謹慎処分を解除する」ことが球団から発表された。しかし、5月21日発売のFRIDAYが、復帰初日となった同12日の二軍戦後に別の女性と再び不倫デートしていたと報道し、同23日に球団から「度重なる不適切な行動及びチームに対する背信行為により、これ以上の選手契約を維持することはできない」として、清田との契約を解除することが発表され、同28日に自由契約選手として公示された。

### ロッテ退団後
2021年6月18日、G.G.佐藤が副社長を務める株式会社トラバースのYouTubeチャンネルにて、同社が保有する野球グラウンドで練習を継続している様子が取り上げられた。また、7月7日にも再び練習動画が公開され、2021年シーズン中にNPBに復帰できなかった場合は12球団合同トライアウトに参加する考えがあることをG.G.佐藤が代弁した。
2021年11月、清田がロッテ球団を相手取り、契約解除処分は解雇権の乱用だとして、地位の確認や計約9700万円の損害賠償を求める訴訟を東京地方裁判所に起こしていたことが報じられた。11月4日、第1回口頭弁論が開かれたが、ロッテ球団側は出席せず、答弁書で請求棄却を求めた。清田の代理人弁護士によると、プロ野球選手が契約解除を理由に球団側を訴えるのは初めての事例であった。その後2023年2月8日に、自身のInstagramにて、球団と和解が成立し、両者にとって円満に解決する形で終わることができたと報告した。
2022年は、ベースボール・チャレンジ・リーグの埼玉武蔵ヒートベアーズに公式解説者として所属した。

### BCリーグ・埼玉時代
2023年3月8日、埼玉武蔵ヒートベアーズに練習生として入団することが発表された。背番号は8。埼玉のファンから清田の解説は評価されており、選手としての入団も好意的に受け止められていると報じられた。
4月6日には契約選手に移行したことが発表されたが、8月15日に当シーズン限りでの引退を表明した。9月2日の対茨城アストロプラネッツ戦（さいたま市営大宮球場）の試合前に引退セレモニーがおこなわれ、その席で清田は「野球がもうできないかなと思った時期もありました」と述べ、その状況で声をかけてくれた埼玉球団社長の角晃多をはじめとする関係者やファンへの感謝を口にした。その後出場した試合では3打数1安打2四球の成績だった。清田はリーグ戦後のポストシーズンに出場した場合はその最終戦をもって引退すると表明しており、その後埼玉が地区優勝・リーグ優勝を達成して進出したグランドチャンピオンシップにも選手登録された。埼玉は10月1日の火の国サラマンダーズとの決勝戦に進出して清田も出場したがチームは敗戦し、清田にとっての現役最終試合となった。
2024年3月20日、埼玉のコーチに就任することが発表された。現役引退後の2024年2月2日に学生野球資格回復制度を通じて資格を回復していたが、3月7日に資格を喪失している。2024年シーズン終了後の11月13日に、監督に就任することが発表された。

## 選手としての特徴
広角に打ち分けるバッティングを得意とし、特に右方向へ鋭い打球を打つことに定評がある。
ドラフト会議で指名された際の、スカウトのコメントは「パワーある打撃に加え、肩の強い守備が特徴。全てに可能性がある選手。」。
バッターボックスでの立ち位置が極端にベース寄りではないにもかかわらず、頭部死球を受けることが多い。2010年9月16日にソフトバンクの甲藤啓介から、2015年8月7日にソフトバンクのバンデンハークから、2016年9月8日に西武の郭俊麟から、同21日に楽天の美馬学から、2017年5月14日に日本ハムのメンドーサから、2019年9月23日に日本ハムの西村天裕からと、計6回受けている。また、2017年に参加したフェニックスリーグでのサムスン・ライオンズ戦でも崔池光から頭部死球を受けている。

## 人物
愛称は「キヨ」。
笑顔を大切にし、チームの誰よりもベンチで声を出して選手を鼓舞する。鳥谷敬が通算350二塁打を達成した際には、記念のボードを頭上に掲げながら二塁ベース上の鳥谷の元へ走っていくなど、明るい性格をしている。
都合3度の不倫騒動から、一部マスコミには「幕張のドン・ファン」と揶揄された。

## 詳細情報

### 年度別打撃成績
| 年 度      | 球 団      | 試 合 | 打 席 | 打 数 | 得 点 | 安 打 | 二 塁 打 | 三 塁 打 | 本 塁 打 | 塁 打 | 打 点 | 盗 塁 | 盗 塁 死 | 犠 打 | 犠 飛 | 四 球 | 敬 遠 | 死 球 | 三 振 | 併 殺 打 | 打 率 | 出 塁 率 | 長 打 率 | O P S |
| ---------- | ---------- | ----- | ----- | ----- | ----- | ----- | -------- | -------- | -------- | ----- | ----- | ----- | -------- | ----- | ----- | ----- | ----- | ----- | ----- | -------- | ----- | -------- | -------- | ----- |
| 2010       | ロッテ     | 64    | 223   | 186   | 34    | 54    | 11       | 0        | 2        | 71    | 18    | 5     | 1        | 11    | 1     | 19    | 0     | 6     | 51    | 3        | .290  | .373     | .382     | .755  |
| 2011       | ロッテ     | 78    | 262   | 238   | 16    | 58    | 21       | 0        | 3        | 88    | 25    | 2     | 1        | 3     | 3     | 15    | 0     | 3     | 63    | 2        | .244  | .293     | .370     | .663  |
| 2012       | ロッテ     | 87    | 292   | 253   | 28    | 71    | 15       | 2        | 3        | 99    | 29    | 5     | 5        | 3     | 2     | 34    | 1     | 0     | 46    | 5        | .281  | .363     | .391     | .754  |
| 2013       | ロッテ     | 68    | 223   | 184   | 23    | 47    | 9        | 2        | 3        | 69    | 18    | 3     | 2        | 6     | 2     | 29    | 0     | 2     | 51    | 5        | .255  | .359     | .375     | .734  |
| 2014       | ロッテ     | 24    | 59    | 47    | 8     | 8     | 2        | 1        | 4        | 24    | 10    | 0     | 1        | 2     | 0     | 8     | 0     | 2     | 16    | 1        | .170  | .316     | .511     | .826  |
| 2015       | ロッテ     | 130   | 548   | 489   | 67    | 155   | 38       | 4        | 15       | 246   | 67    | 10    | 4        | 0     | 2     | 54    | 0     | 3     | 93    | 11       | .317  | .387     | .503     | .890  |
| 2016       | ロッテ     | 106   | 417   | 365   | 39    | 82    | 17       | 1        | 6        | 119   | 38    | 5     | 0        | 3     | 0     | 40    | 2     | 9     | 76    | 12       | .225  | .316     | .326     | .642  |
| 2017       | ロッテ     | 79    | 263   | 231   | 28    | 47    | 8        | 1        | 3        | 66    | 21    | 3     | 0        | 5     | 0     | 24    | 0     | 3     | 61    | 8        | .203  | .287     | .286     | .573  |
| 2018       | ロッテ     | 96    | 303   | 261   | 18    | 59    | 10       | 1        | 2        | 77    | 27    | 2     | 2        | 6     | 4     | 32    | 3     | 0     | 63    | 8        | .226  | .306     | .295     | .601  |
| 2019       | ロッテ     | 117   | 377   | 336   | 49    | 85    | 8        | 2        | 10       | 127   | 57    | 1     | 3        | 2     | 2     | 35    | 1     | 2     | 77    | 6        | .253  | .325     | .378     | .703  |
| 2020       | ロッテ     | 70    | 209   | 180   | 18    | 50    | 13       | 0        | 7        | 84    | 23    | 0     | 0        | 5     | 0     | 22    | 2     | 2     | 52    | 6        | .278  | .363     | .467     | .829  |
| 通算：11年 | 通算：11年 | 919   | 3176  | 2770  | 328   | 716   | 152      | 14       | 58       | 1070  | 333   | 36    | 19       | 46    | 16    | 312   | 9     | 32    | 649   | 67       | .258  | .339     | .386     | .725  |

- 各年度の太字はリーグ最高

### 年度別守備成績
| 年 度 | 球 団  | 外野  | 外野  | 外野  | 外野  | 外野  | 外野     |
| 年 度 | 球 団  | 試 合 | 刺 殺 | 補 殺 | 失 策 | 併 殺 | 守 備 率 |
| ----- | ------ | ----- | ----- | ----- | ----- | ----- | -------- |
| 2010  | ロッテ | 59    | 101   | 2     | 2     | 1     | .981     |
| 2011  | ロッテ | 67    | 139   | 4     | 1     | 0     | .993     |
| 2012  | ロッテ | 82    | 186   | 3     | 3     | 0     | .984     |
| 2013  | ロッテ | 63    | 131   | 3     | 2     | 1     | .985     |
| 2014  | ロッテ | 24    | 26    | 1     | 0     | 0     | 1.000    |
| 2015  | ロッテ | 126   | 232   | 4     | 0     | 0     | 1.000    |
| 2016  | ロッテ | 105   | 167   | 1     | 1     | 1     | .994     |
| 2017  | ロッテ | 75    | 114   | 1     | 2     | 1     | .983     |
| 2018  | ロッテ | 92    | 136   | 4     | 1     | 0     | .993     |
| 2019  | ロッテ | 80    | 108   | 4     | 0     | 1     | 1.000    |
| 2020  | ロッテ | 28    | 30    | 0     | 0     | 0     | 1.000    |
| 通算  | 通算   | 801   | 1370  | 27    | 12    | 5     | .991     |

- 各年度の太字はリーグ最高
- 太字年はゴールデングラブ賞受賞年

### 表彰
- ベストナイン：1回（外野手部門：2015年）
- ゴールデングラブ賞：1回（外野手部門：2015年）
- 月間サヨナラ賞：2回（2018年5月、2019年8月）
- 日本シリーズ優秀選手賞：1回（2010年）
- オールスターゲーム敢闘選手賞：1回（2015年第1戦）

### 記録
初記録
- 初出場：2010年5月24日、対阪神タイガース1回戦（阪神甲子園球場）、7回表に福浦和也の代走で出場
- 初打席：2010年5月25日、対阪神タイガース2回戦（阪神甲子園球場）、8回表に江草仁貴から四球
- 初安打：2010年5月26日、対広島東洋カープ1回戦（MAZDA Zoom-Zoom スタジアム広島）、8回表にビル・マーフィーの代打で出場、ディオーニ・ソリアーノから中前安打
- 初先発出場：2010年5月27日、対広島東洋カープ2回戦（MAZDA Zoom-Zoom スタジアム広島）、「7番・中堅手」で先発出場
- 初打点：2010年6月7日、対東京ヤクルトスワローズ4回戦（明治神宮野球場）、8回表に吉川昌宏から右翼線適時二塁打
- 初本塁打：2010年8月4日、対東北楽天ゴールデンイーグルス12回戦（クリネックススタジアム宮城）、5回表に長谷部康平から中越2ラン
- 初盗塁：2010年9月8日、対オリックス・バファローズ20回戦（京セラドーム大阪）、1回表に二盗（投手：木佐貫洋、捕手：鈴木郁洋）

その他の記録
- 日本シリーズ新人初戦本塁打：2010年10月30日、対中日ドラゴンズ1回戦（ナゴヤドーム）※長嶋茂雄以来52年ぶり
- 日本シリーズ新人選手通算最多打点：6（2010年）※NPB歴代2位[9]
- ポストシーズン新人選手通算本塁打：3（2010年）※NPB記録[7]
- 4試合連続猛打賞（2015年5月9日 - 16日） ※球団記録、パ・リーグ史上7人目[98]
- ポストシーズン2試合連続先頭打者本塁打（2016年10月8日・9日） ※史上初[36]
- 全打順本塁打：2020年11月1日、対東北楽天ゴールデンイーグルス24回戦（ZOZOマリンスタジアム）、4番で先発出場、1回裏に瀧中瞭太から左越2ランを放ち達成 ※史上13人目[56][99]
- オールスターゲーム出場：1回（2015年）

### 独立リーグでの年度別打撃成績
| 年 度     | 球 団     | 試 合 | 打 席 | 打 数 | 得 点 | 安 打 | 二 塁 打 | 三 塁 打 | 本 塁 打 | 塁 打 | 打 点 | 盗 塁 | 盗 塁 死 | 犠 打 | 犠 飛 | 四 球 | 敬 遠 | 死 球 | 三 振 | 併 殺 打 | 打 率 | 出 塁 率 | 長 打 率 | O P S |
| --------- | --------- | ----- | ----- | ----- | ----- | ----- | -------- | -------- | -------- | ----- | ----- | ----- | -------- | ----- | ----- | ----- | ----- | ----- | ----- | -------- | ----- | -------- | -------- | ----- |
| 2023      | 埼玉      | 41    | 175   | 124   | 30    | 39    | 6        | 1        | 3        | 56    | 23    | 4     | 0        | 1     | 2     | 45    | -     | 3     | 33    | 3        | .315  | .500     | .452     | .952  |
| 通算：1年 | 通算：1年 | 41    | 175   | 124   | 30    | 39    | 6        | 1        | 3        | 56    | 23    | 4     | 0        | 1     | 2     | 45    | -     | 3     | 33    | 3        | .315  | .500     | .452     | .952  |

### 背番号
- 1（2010年 - 2021年5月27日）
- 8（2023年 - ）

### 登場曲
- 「仲間」ケツメイシ（2010年）
- 「BEAUTIFUL DAYS」SPYAIR（2011年）
- 「人生は素晴らしい物語。」ハジ→（2011年 - 2023年）
- 「yukiyanagi 雪柳〜We're watching you〜」Micro ※2打席目（2016年）
- 「突然」FIELD OF VIEW ※3打席目（2016年）
- 「君に逢いたかった」ナオト・インティライミ ※2打席目（2019年9月 - 2020年）

### 代表歴
- 2009 BFAアジア選手権 日本代表
- 2009 IBAFワールドカップ 日本代表